# Systems art
Systems art, ook wel Systems Aesthetic genoemd, is een kunststijl en kunststroming uit de jaren 1960 en 1970, die wordt beïnvloed door systeemanalyse, en bijvoorbeeld gaat over systemen van natuurlijke verschijnselen, sociale tekens of de kunstwereld zelf.
Deze stroming wordt gerekend tot de conceptuele kunst en is verwant met de kunststroming Art & Language. De belangrijkste vertegenwoordigers van deze stroming zijn Roy Ascott en Hans Haacke en de schrijver Jack Burnham.
Tegenover dit werk heeft de socioloog Niklas Luhmann kunst opgevat als een systeem, en heeft dit uitgewerkt in zijn theorie van 'kunst als een systeem' en verder in zijn theorie van dynamische sociale systemen.